# Rūjiena (novads)
Rūjiena (łot.: Rūjienas novads) – jeden z łotewskich novadsów, funkcjonujący w latach 2009–2021.

## Historia
Novads powstało na terenach należących przed 2009 do rejonu Valmiera.
W skład novadsu wchodziło miasto Rūjiena oraz cztery pagastsy: Ipiķi, Jeri, Lode i Vilpulka. Jego stolicą zostało miasto Rūjiena.
Zlikwidowany w ramach reformy administracyjnej 30 czerwca 2021. Wszedł w całości w skład nowego novadsu Valmiera.